# Svala
Svala Björgvinsdóttir (née le 8 février 1977), aussi connue sous le nom de Svala, Svala Björgvins, ou Kali, est une chanteuse et auteur-compositeur islandaise. 
Elle est surtout connue pour son titre The Real Me, sorti en 2001 et figurant dans un album homonyme, ainsi que pour sa participation au Concours Eurovision de la chanson 2017 où elle a  représenté l'Islande. Elle a pris le nom de scène « Kali », après avoir rejoint le groupe de house Steed Lord.

## Enfance
Svala est la fille du chanteur islandais Björgvin Halldórsson,,. Elle a commencé à chanter et enregistrer à un très jeune âge. À l'âge de 7 ans, elle participe comme choriste à l'un des albums de son père. Elle connait son premier succès à l'âge de 9 ans, avec une chanson de Noël en duo avec son père, appelée « Fyrir Jól ». Elle obtient un deuxième succès à 11 ans, avec une autre chanson de Noël appelée « Ég hlakka svo til ». Elle serait également connue pour d'autres chansons de ce registre devenues des hits en Islande.
Elle étudie le ballet pendant sept ans au Icelandic National Theatre Ballet. Dans le même temps, elle écrit de la musique avec son groupe de lycée.

## Carrière

### Débuts
A 16 ans, elle forme le groupe Scope avec deux DJ islandais et un producteur. Groupe très influencé par le house et le disco britannique, il reprend au milieu des années 1990 le titre Was That All It Was de la chanteuse Jean Carne, qui se classe numéro 1 en Islande. Par la suite Svala signe avec Skifan Record, l’un des plus gros labels d’Islande, et rejoint le groupe Bubbleflies. Ils écrivent quelques chansons ensemble et font des tournées à travers l’Islande, en reprenant notamment sur un style soul et funk des chansons de Stevie Wonder et de Sly and The Family Stone. Parmi les titres du groupe, on trouve notamment I Betcha, qui tournera sur les radios islandaises.

### Carrière solo
A 18 ans, Svala s’inscrit à l’université, mais commence en parallèle à écrire et à enregistrer avec le producteur écossais Ian Morrow. Elle suit ses études en Islande, mais voyage souvent à Londres et Glasgow pour l’écriture de son premier album solo. En 1999, elle signe un contrat avec EMI et le label Priority Records en Amérique du Nord, pour six albums, soit l’un des plus gros contrats jamais signés avec un artiste islandais. Elle part à Los Angeles en 2000, et l’année suivante, en 2001, elle sort son premier album The Real Me. Le single éponyme qui en est extrait se classe au Billboard Hot 100 Singles,, et est certifié disque de platine en Islande. Il est également bien accueilli en Allemagne, en Espagne, et au Japon.
Elle retourne en Islande et entame l’écriture de son prochain album The Bird of Freedom, en collaboration avec des auteurs-compositeurs britanniques et allemands. L’album qu’elle a produit avec son père, sort en 2005. Il est certifié disque d’or en Islande.

### Steed Lord
Le 8 février 2006, elle forme avec son futur mari Einar « M.E.G.A. » Egilsson et son petit frère Edvard « Demo » Egilsson, le groupe Steed Lord, et prend le nom de scène de « Kali ». Après avoir participé à quelques shows et fait le buzz sur MySpace, le groupe entame une tournée en Europe et en Amérique du Nord. Le groupe est reconnu pour sa musique dance rythmée et profonde, ainsi que pour le style travaillé de sa chanteuse. Dans le même temps, Steed Lord rejoint les WeActivist de la marque de vêtements streetwear suédoise WeSC, qui devient leur sponsor.
En 2007, Svala est approchée par H&M pour concevoir une ligne de vêtements, qui sera vendue dans plus d’une centaine de pays dans le monde.
Le 9 avril 2008, la voiture conduite par le père de Svala, et qui doit conduire le groupe à l’aéroport pour une tournée en Scandinavie, est percutée par une autre voiture arrivant en face. Le conducteur de cette dernière a perdu le contrôle à cause du verglas. Blessée, Svala souffre de fractures et de lésions internes. Après sa rémission, Steed Lord rejoint le groupe Chromeo pour une tournée à travers les États-Unis et au Canada.
Durant l’été 2009, Steed Lord déménage à Los Angeles, tandis que leurs titres sont entendus de nombreuses fois à la télévision, comme dans les émissions So You Think Can Dance et L'Incroyable Famille Kardashian. Le groupe est également approché par des marques telles que The Standard Hotel et Universal Music Australia.
Quelques années après, Svala fait une pause dans sa carrière et retourne avec Einar en Islande.
En 2012, Svala réalise sa première ligne de vêtements « Kali », vendue exclusivement sur la boutique en ligne Lastashop.

### The Voiceet leConcours Eurovision de la chanson 2017

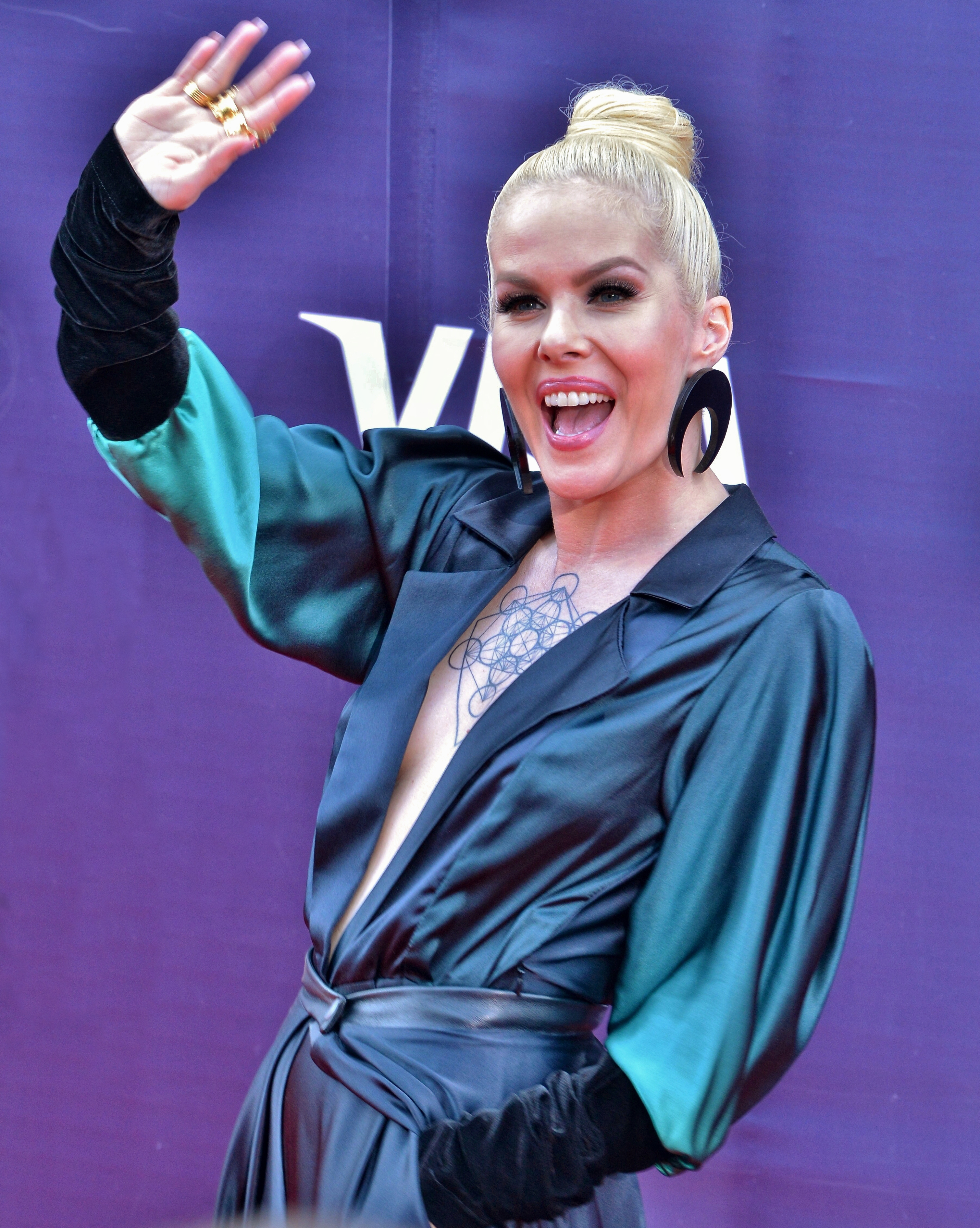
Svala, sur le tapis rouge du Concours Eurovision de la Chanson 2017 à Kiev.

En 2015, Svala rejoint le jury de la franchise islandaise de The Voice,. Soixante chanteurs seront sélectionnés pour participer à l'émission. Celle-ci sera diffusée à l'automne 2015 et rassemblera près de 30 % des Islandais pour son lancement. The Voice est l'une des compétitions de nouveaux talents les plus populaires dans le monde, avec plus de 500 millions de téléspectateurs.
En 2016, après la séparation du groupe Steed Lord, elle forme le duo Blissful avec Einar Egilsson. Leur premier single intitulé Elevate sera écouté 230 000 fois sur Spotify.
En 2017, il a été annoncé que Svala concourrait pour représenter l'Islande au Concours Eurovision de la chanson 2017 à Kiev, avec la chanson Paper. Le 11 mars 2017, elle remporte la sélection nationale islandaise,. Lors de la 1re demi-finale du concours le 9 mai 2017, elle termine à la 15e place sur 18 avec 60 points, échouant à se qualifier en finale.
En juillet 2018, elle apparaît sur le morceau Ekkert Drama avec le groupe islandais Reykjavíkurdætur.

## Vie privée
Le 28 juillet 2013, Svala a épousé Einar Egilsson dans l'église de Landakot à Reykjavik.

## Discographie

### Albums
- The Real Me (2001)
- Birds Of Freedom (2005)[13]

### Singles
- The Real Me (2001)
- Ég veit það (2017)
- Paper (2017)